# Thomasomys macrotis
Thomasomys macrotis är en gnagare i släktet paramoråttor som förekommer i Peru.
Arten kännetecknas av stora öron och en ganska kort svans. Den har jämförd med Thomasomys aureus en större storlek. Angående kraniets och tändernas konstruktion liknar arten främst Thomasomys ischyrus. Vuxna exemplar är 153 till 168 mm långa (huvud och bål), har en 193 till 219 mm lång svans och väger 140 till 166 g. De har 44 till 48 mm långa bakfötter och 28 till 33 mm stora öron. Den långa, täta och mjuka pälsen är på ovansidan brun till mörkbrun (sepia) med ljusbruna hår inblandade. Pälsen blir ljusare fram till kroppssidorna och undersidan samt extremiteternas insida bär ljusbrun päls med inslag av rosa. Morrhåren når fram till öronens framsida när de böjs bakåt. På framtassar och bakfötter är ovansidan mörkbrun och fingrar/tår samt klor ljusbrun. Vid svansen är den främre delen mörkbrun och en fjärdedel eller ett kortare avsnitt vis spetsen vit.
Utbredningsområdet är Rio Abiseo nationalpark och angränsande regioner av Anderna. Thomasomys macrotis registrerades mellan 3200 och 3400 meter över havet. Habitatet utgörs av dvärgskogar, av områden ovanför trädgränsen med glest fördelade buskar och av bergsängar. Arten delar reviret med Thomasomys apeco.
För beståndet är inga hot kända. Thomasomys macrotis är däremot sällsynt. IUCN listar arten som livskraftig (LC).